# 尹沢栄
尹 沢栄（いん たくえい、1876年 - 1935年10月24日）は、大韓帝国期の官吏。皇帝純宗の舅、後に貴族院議員となった尹徳栄の弟にあたる。日本統治時代の朝鮮貴族の侯爵。

## 生涯
光武3年（1899年）に侍講院侍従官として初めて官職に就き、以降は秘書院丞や英親王府総弁、法部協弁等を歴任した。光武10年（1906年）に娘が皇太子李坧の二番目の妃として迎えられ、大韓帝国軍副将・賛謀官を務めた。翌隆熙元年（1907年）、純宗が即位して娘が皇后になったことにより海豊府院君に進封され、勲一等太極章及び李花大綬章を受けた。
日韓併合条約締結後の1910年（明治43年）10月16日には、朝鮮貴族として侯爵に列せられた。
併合後は以前から抱えていた債務問題で破産宣告を受け、「債務王」「借金大王」「大債王」と呼ばれた。1920年（大正9年）に長男の尹弘變とともに北平（現：北京）へ渡った。1926年（大正15年）に李王坧が薨去すると国葬に参列するために帰国したが、債権者からの取り立てに苦しめられて再び北京に逃れざるをえなかった。北京滞在中の1935年（昭和10年）、当地で客死した。

## 死後の評価
2002年に発表された親日派708人名簿と、2008年に民族問題研究所で親日人名辞書に収録する為に整理した親日人名辞書収録予定者2次名簿に選定された。2007年には親日反民族行為真相糾明委員会が発表した親日反民族行為195人名簿にも収録されている。

## 家族
長男の尹弘變は独立運動に身を投じていたために、次男の尹毅燮が襲爵することとなった。長男の岳父に、李徳恵の王族後見人を務めた李王職長官の韓昌洙（1862年忠清北道清州郡生まれ）。韓昌洙は1906年に内閣書記官長に任命され、併合後明治政府から男爵を授けられた人物。

## 参考リンク
- 「朝鮮王族と朝鮮貴族（韓国併合時）」の侯爵＃尹澤榮 - ウェイバックマシン（2002年10月16日アーカイブ分）
- 전봉관의 ‘옛날 잡지를 보러가다’② （朝鮮語）